# Francesc de Casa-saja
Francesc de Casa-saja (Barcelona, segle xv) fou un jurista català.

## Biografia
De les poques dades que es tenen de la seva vida, se sap que era amic comú de Jeroni Pau i de Pere Miquel Carbonell, així com del poeta llorejat Antonio Geraldini.
Antoni Rovira i Virgili, en la seva Història nacional de Catalunya, inclou el seu nom al costat de Jaume Pau, Jeroni Pau, Berenguer de Mont-ravà, Joan Ramon Ferrer, personatges il·lustres de la jurisprudència catalana del segle xv.

## Obres
- Epistula en laudem Petri Michaelis Carbonelli
- Epistulae